# Любомир Пипков
Любомир Панайотов Пипков е български композитор. Създава богато творчество в почти всички области на музиката.

## Биография и творчество
Роден е на 6 септември 1904 г. в Ловеч, в семейството на Панайот Пипков. Прави първите си музикални опити през 1918 г. От 1919 г. учи в Музикалното училище в София в класа по пиано при проф. Хенрих Визнер и Иван Торчанов.
Любомир Пипков написва първия химн на ПФК Левски през 1921 г., когато е само на 16 години. През 1923 г. написва „22 вариации за пиано“. Заминава за Париж през 1926 г., където учи в École normale de musique: композиция при Пол Дюка, пиано при Ивон Лефебюр. Слуша лекциите по история на музиката на Надя Буланже. През тези години написва „Клавирно трио“, „Соната за цигулка и пиано“, песните „Воденичар“, „Любовта на хамалина“, баладата „Конници“ (1929) и „Първи квартет“ (1928). Завършва образованието си с отличие и награда (1932).
През 1932 г. се завръща в България. Участва в дружеството „Съвременна музика“ и е негов секретар от 1941 г. Работи като корепетитор, хормайстор и директор на Софийската народна опера. В периода 1932 – 1937 г. пише операта „Янините девет братя“ – първата българска народна музикална драма, изградена върху стара легенда от османското владичество, в която с голяма драматична сила разкрива съдбата на българския народ.
През 1934 г. Любомир Пипков написва вокално-симфоничната поема „Сватба“ по едноименното стихотворение на Никола Фурнаджиев, която пресъздава събитията от Септемврийското въстание. През 1940 г. се появява и неговата Първа симфония – „Героична“, посветена на героите от Гражданската война в Испания. Следва операта „Момчил“, в която идеята за свобода и борба намират ярко въплъщение.
След преврата на 9 септември 1944 г. работи като директор на операта, председател на Съюза на композиторите и професор по вокални ансамбли в Консерваторията. Тогава създава популярните химни „Шумете дебри и балкани“, „Химн на 9-и септември“ и „Химн на българските въстаници“. Пише и големи композиции: „Героична увертюра“, „Концерт за пиано и оркестър“, „Втора симфония“, „Симфоничен концерт за виолончело и оркестър“ (1957), „Оратория за нашето време“ (написана през 1959 г. върху Шест писма на поета Владимир Башев), операта „Антигона 43“, „Трета симфония“, „Концерт за кларинет и оркестър“ и „Четвърта симфония“, Втори и Трети струнен квартет, инструменталните си концерти и много други.

## Обществена дейност
Председател е на организационния комитет на „Мартенски музикални дни“ (Русе), „Люлякови музикални празници“ (Ловеч) и българската секция на Международната асоциация по музикално възпитание.
Концертира в Чехия, Полша, Югославия и др.
Основател на списание „Музика“.

## Признание и награди
Три пъти е лауреат на Димитровска награда (1950, 1951, 1952).
Заслужил артист (1950) и Народен артист (1952). Удостоен със званието Герой на социалистическия труд.
Носител на ордените „Народна република България“ I ст. (1960) и „Георги Димитров“ (1967).
Почетен гражданин на Ловеч (посмъртно) от 3 май 2001 г. „за принос в културата на Ловеч и България“.
На Любомир Пипков е наречена улица в квартал „Драгалевци“ в София (Карта).